# ستانيسلاس شامبان
ستانيسلاس شامبان (بالفرنسية: Stanislas Champein) (ولد في 19 نوفمبر 1753 – تُوفي في 19 سبتمبر 1830) كان ملحنًا وسياسيًا فرنسيًا بارزًا في أواخر القرن الثامن عشر وأوائل القرن التاسع عشر، وعضوًا في معهد فرنسا.

## الحياة المهنية
بدأ شامبان مسيرته الفنية كملحن في النصف الثاني من القرن الثامن عشر، وكتب العديد من الأعمال الموسيقية، من ضمنها الأوبرا والمقطوعات الغنائية، التي لاقت رواجًا في الأوساط الباريسية. كان جزءًا من الحركة الفنية الفرنسية التي مزجت بين الأسلوبين الكلاسيكي والمبكر للرومانسية.

## العمل السياسي
في عام 1792، وخلال الفترة الثورية في فرنسا، انضم شامبان إلى الإدارة العامة للجمهورية، وعُيّن حاكمًا إداريًا (محافظًا) في مدينة ماينتس الألمانية، والتي كانت تحت السيطرة الفرنسية حينها.

## عضويته في معهد فرنسا
لاحقًا، أصبح شامبان عضوًا في معهد فرنسا، وهو إحدى أرقى الهيئات الثقافية والعلمية في البلاد، ما يعكس مكانته الفكرية والفنية في المجتمع الفرنسي خلال تلك الحقبة.

## الوفاة
توفي شامبان في باريس في 19 سبتمبر 1830 عن عمر ناهز 76 عامًا، وترك خلفه إرثًا فنيًا وسياسيًا ارتبط بتطور الثقافة الفرنسية في حقبة ما بعد الثورة.

## وصلات خارجية
- بيانات شامبان في المكتبة الوطنية الفرنسية (BnF)
- الموقع الرسمي لمعهد فرنسا